# Costanilla de los Ángeles

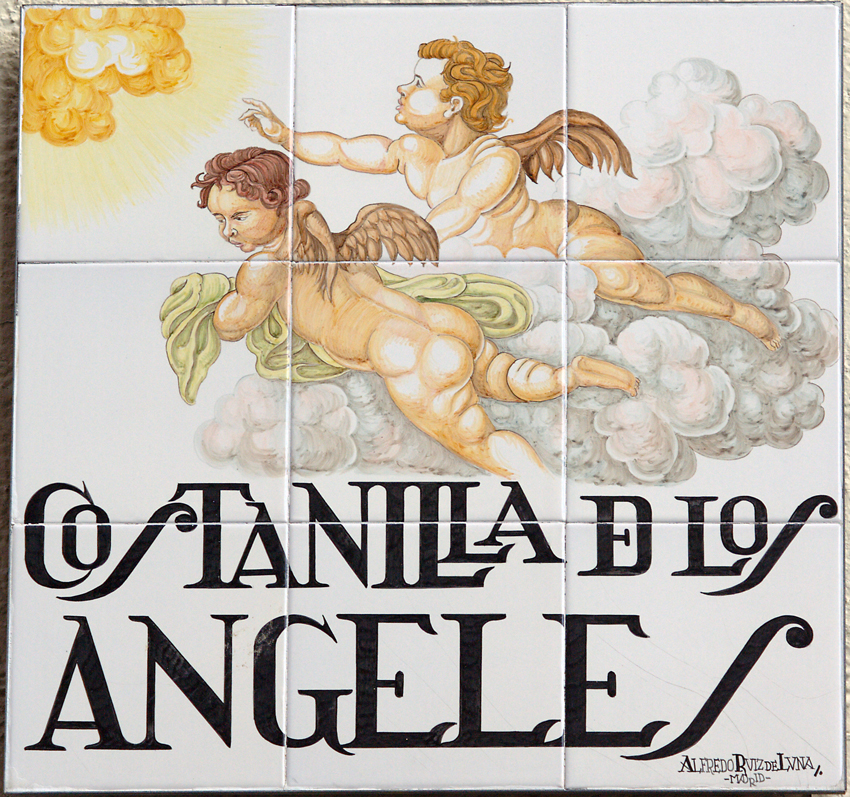
Rótulo en la Costanilla de los Ángeles de Madrid. Callejero de azulejos del ceramista Ruiz de Luna.

La Costanilla de los Ángeles es una calle en pendiente que sube desde la calle del Arenal, cerca de la Puerta del Sol, hasta la plaza de Santo Domingo, en dirección norte.

## Historia

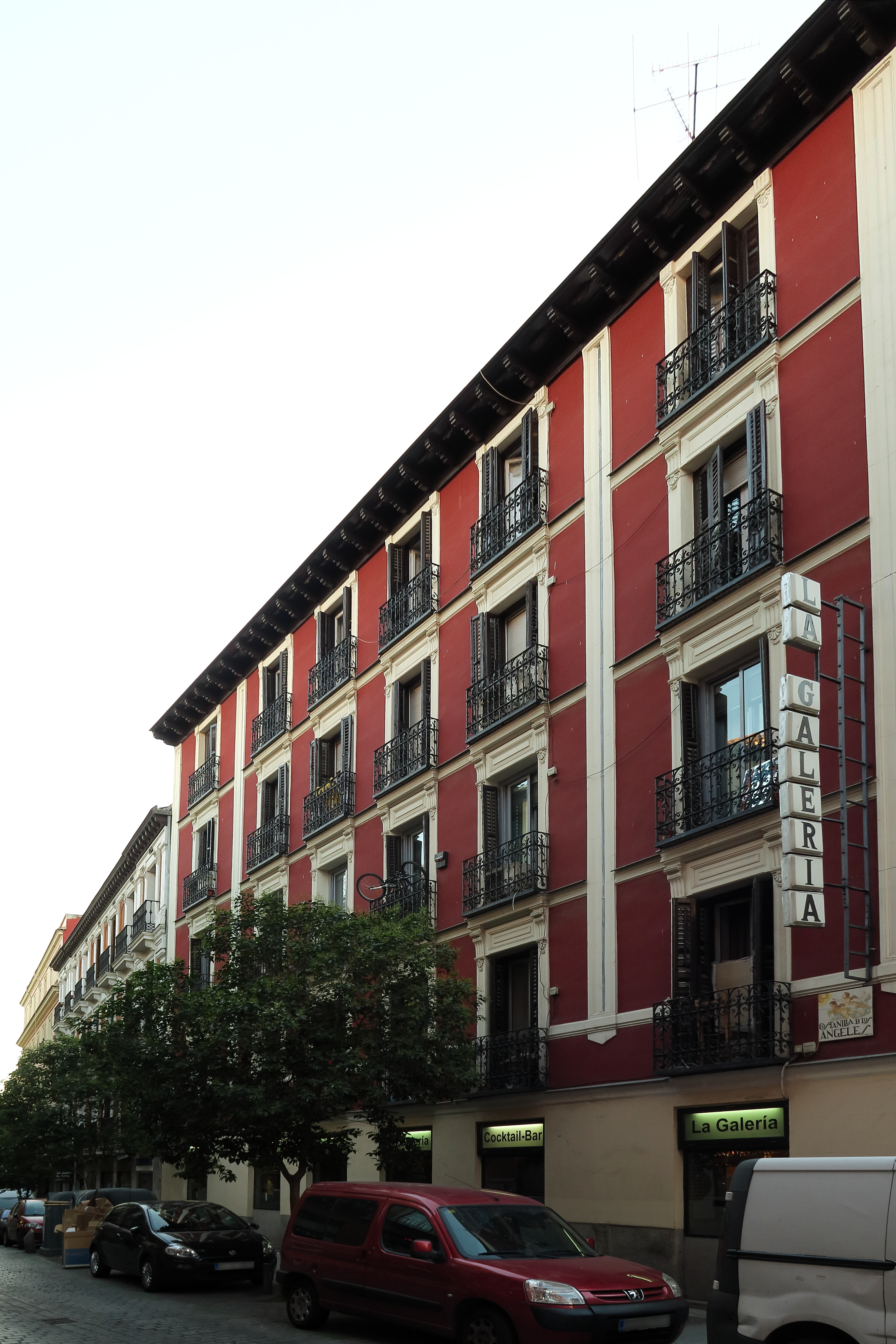
Costanilla de los Ángeles desde la calle de los Caños del Peral, en 2016.

Antes del siglo xviii se llamaba Bajada (o Subida) de los Ángeles y tomaba tal denominación por el Monasterio Real de Santa María de los Ángeles o "Convento de los Ángeles" —fundado en 1564 y desaparecido con la exclaustración— enclavado en la parte más alta de la costanilla.
Los cronistas citan entre sus ilustres vecinos al Infante Enrique de Borbón, muerto en duelo con el duque de Montpensier el 12 de marzo de 1870.
Cuenta Répide que en el solar que ocupó un antiguo palacio, entre la calle de la Priora y la de los Caños, en lo que sería el número 1 de la Costanilla, hubo en el siglo xix y parte del siglo xx un "avanzado Centro Obrero". Y del lado de la plaza de Isabel II estuvo la imprenta de Ducazcal, en el edificio, que fue palacio también, levantado por García de Barrionuevo y Peralta, consejero del Emperador; y que ya en tiempos del tercer Felipe habitó Pedro Manso, presidente del Consejo de Castilla.
En el número 4 estuvo ubicada la primera Capilla del Santo Niño del Remedio hasta su traslado a su sede actual en la Calle de los Donados.

## Madrid galdosiano
Gabriel de Araceli, protagonista que va creciendo a lo largo de la primera serie de los Episodios Nacionales de Galdós, enumera al grupo de "pateadores" que acompañan al "poeta" en la representación de "El sí de las niñas" el 24 de enero de 1806, en el teatro de la Cruz. En la cuadrilla figura el librero de la Costanilla de los Ángeles:

"Cuando la representación iba a empezar,  el poeta dirigió su mirada de gerifalte a los abismos del patio para ver si habían puntualmente acudido otros no menos importantes caudillos de la manifestación fraguada contra El sí de las niñas. Todos estaban en sus puestos, con puntual celo por la causa nacional. No faltaba ninguno; allí estaba el vidriero de la calle de la Sartén, uno de los más ilustres capitanes de la mosquetería; allí el vendedor de libros de la Costanilla de los Ángeles, hombre perito en las letras humanas; allí "Cuarta y Media", cuyo fuerte pulmón hizo acallar él solo a todos los admiradores de La mojigata; allí el hojalatero de las Tres Cruces, esforzado adalid, que traía bajo la ancha capa algún reluciente y ruidoso caldero para sorprender al auditorio con sinfonías no anunciadas en el programa; allí el incomparable Roque Pamplinas, barbero, veterinario y sangrador, que con los dedos en la boca, desafiaba a todos los flautistas de Grecia y Roma; allí, en fin, lo más granado y florido que jamás midió sus armas en palenques literarios. Mi poeta quedó satisfecho después de pasar revista a su ejército, y luego dirigimos todos nuestra atención al escenario, porque la comedia había empezado."
Benito Pérez Galdós: La Corte de Carlos IV